# Le fol
Le fol è il secondo album della band norvegese Audrey Horne, pubblicato il 27 agosto 2007 dalla Indie Recordings.

## Tracce
1. Last Chance for a Serenade – 4:28
2. Jaws – 3:14
3. Last Call – 3:33
4. Threshold – 5:05
5. Monster – 3:52
6. Afterglow – 3:56
7. In the End – 4:58
8. Pretty Girls Make Graves – 4:00
9. Bright Lights – 4:51
10. Hell Hath No Fury – 3:07
11. I Wish You Hell – 4:54
12. So Long Euphoria – 6:20

## Formazione
- Toschie - voce
- Ice Dale - chitarra, basso
- Thomas Tofthagen - chitarra
- Kjetil Greve - batteria

### Ospiti
- Herbrand Larsen - tastiere, organo, mellotron
- Olav Iversen - voce su Jaws e So Long, Euphoria